# Amache National Historic Site
L'Amache National Historic Site est un site historique national américain au sud-ouest de Granada, dans le comté de Prowers, au Colorado. Créé le 18 mars 2022, il protège le Granada War Relocation Center, un camp de concentration utilisé pour l'internement des Nippo-Américains pendant la Seconde Guerre mondiale. Inscrit au Registre national des lieux historiques dès le 18 mai 1994, ce camp a par ailleurs été désigné National Historic Landmark depuis le 10 février 2006.